# Fleșă

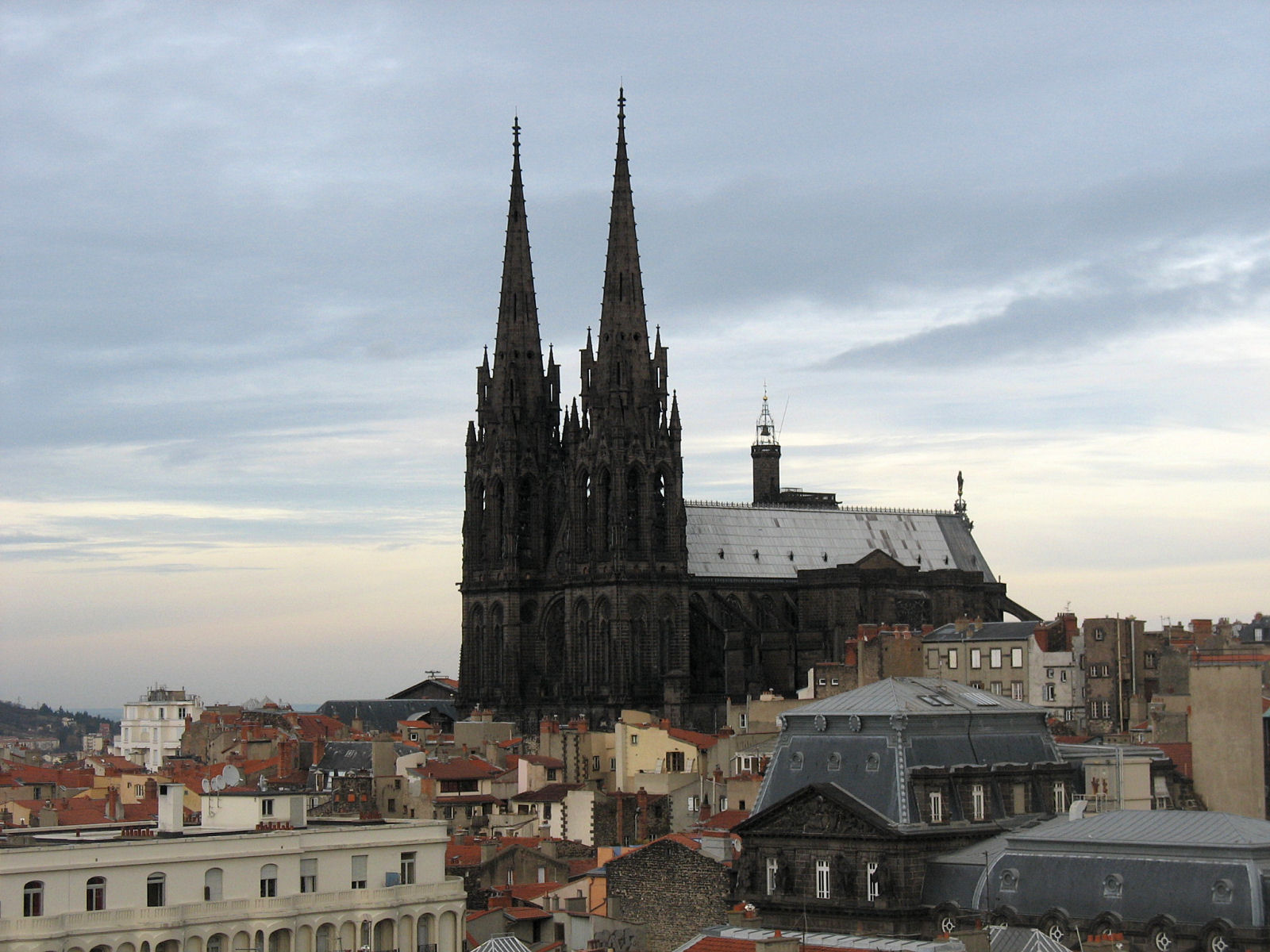
Fleșele gotice de pe Catedrala din Clermont-Ferrand în Franța.

Fleșa este o structură conică sau piramidală situată pe partea superioară a unei clădiri, adesea o biserică sau un zgârie-nori.
Din punct de vedere simbolic, fleșele au două funcții. Prima este de a da impresia de putere, unele amintind aspectul unei sulițe. Al doilea este să ajungă în mod simbolic spre cer. O fleșă pe o biserică sau o catedrală nu este doar un simbol al evlaviei, ci este adesea văzut ca un simbol al bogăției și al prestigiului celui care a comisionat clădirea.
Forma fleșelor poate varia în funcție de diferitele stiluri arhitecturale, fiind piramidală, conică sau bulboasă și cu aspectul unei săgeți ascuțite în vârf, subliniind în mod simbolic apropierea față de Dumnezeu.

## Galerie

Fleșe
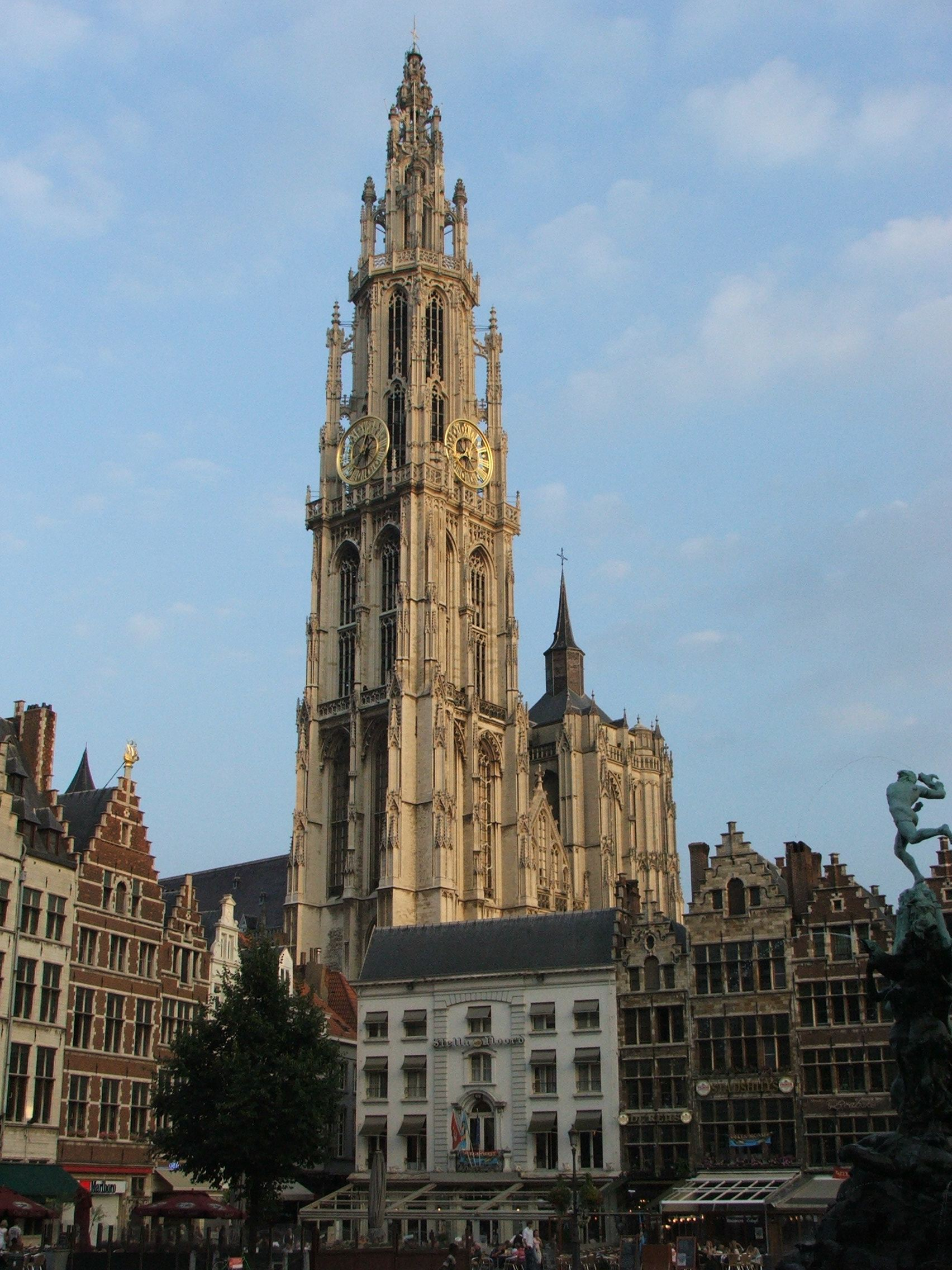
Fleșa gotică de pe catedrala din Antwerp
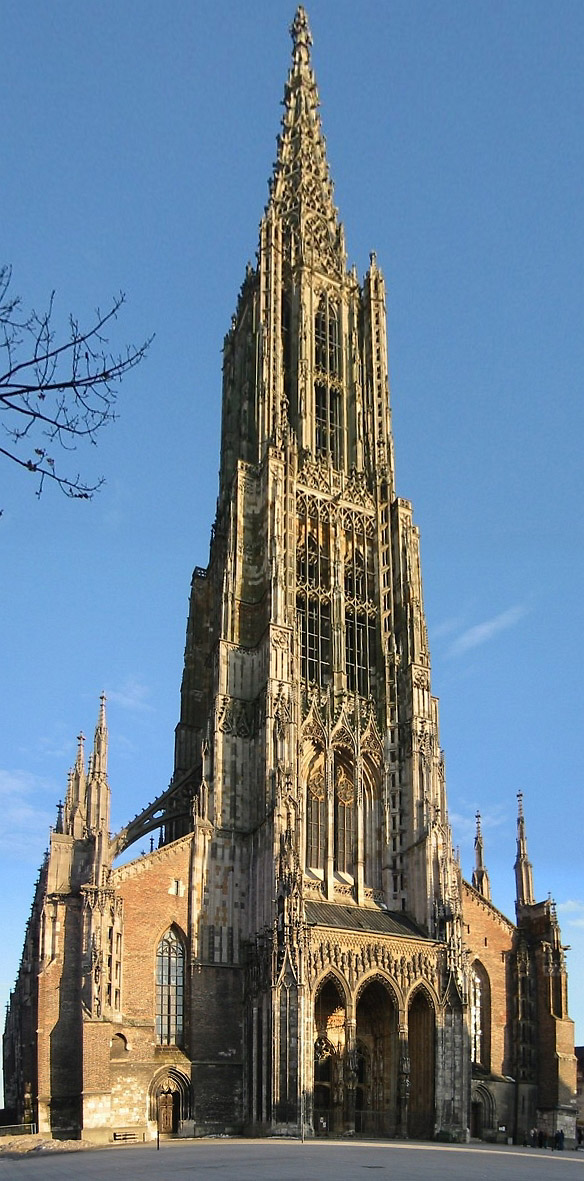
Fleșa de pe Domul din Ulm
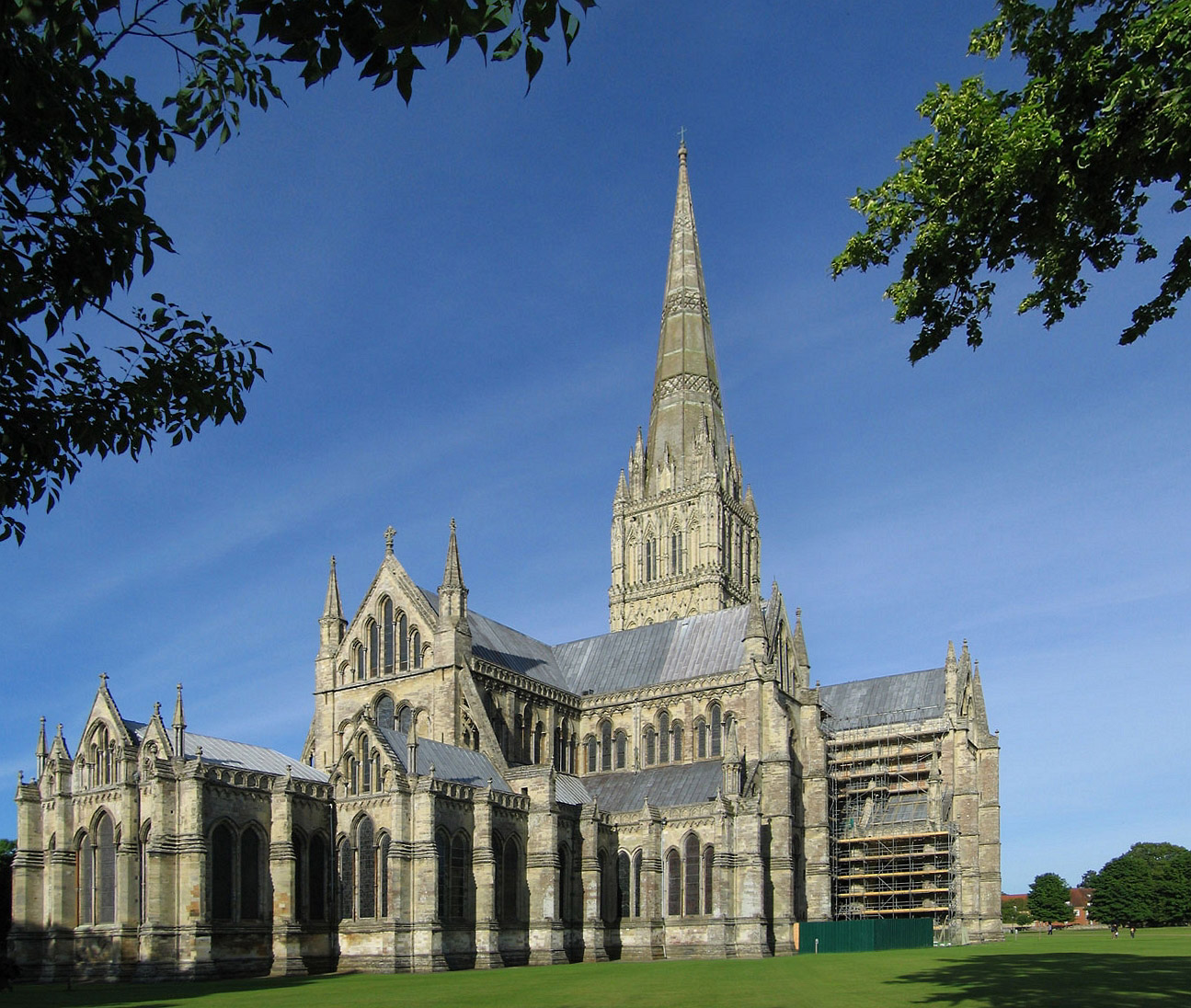
Fleșa de pe Catedrala din Salisbury, cu 123 de metri este cea mai înaltă din Regatul Unit
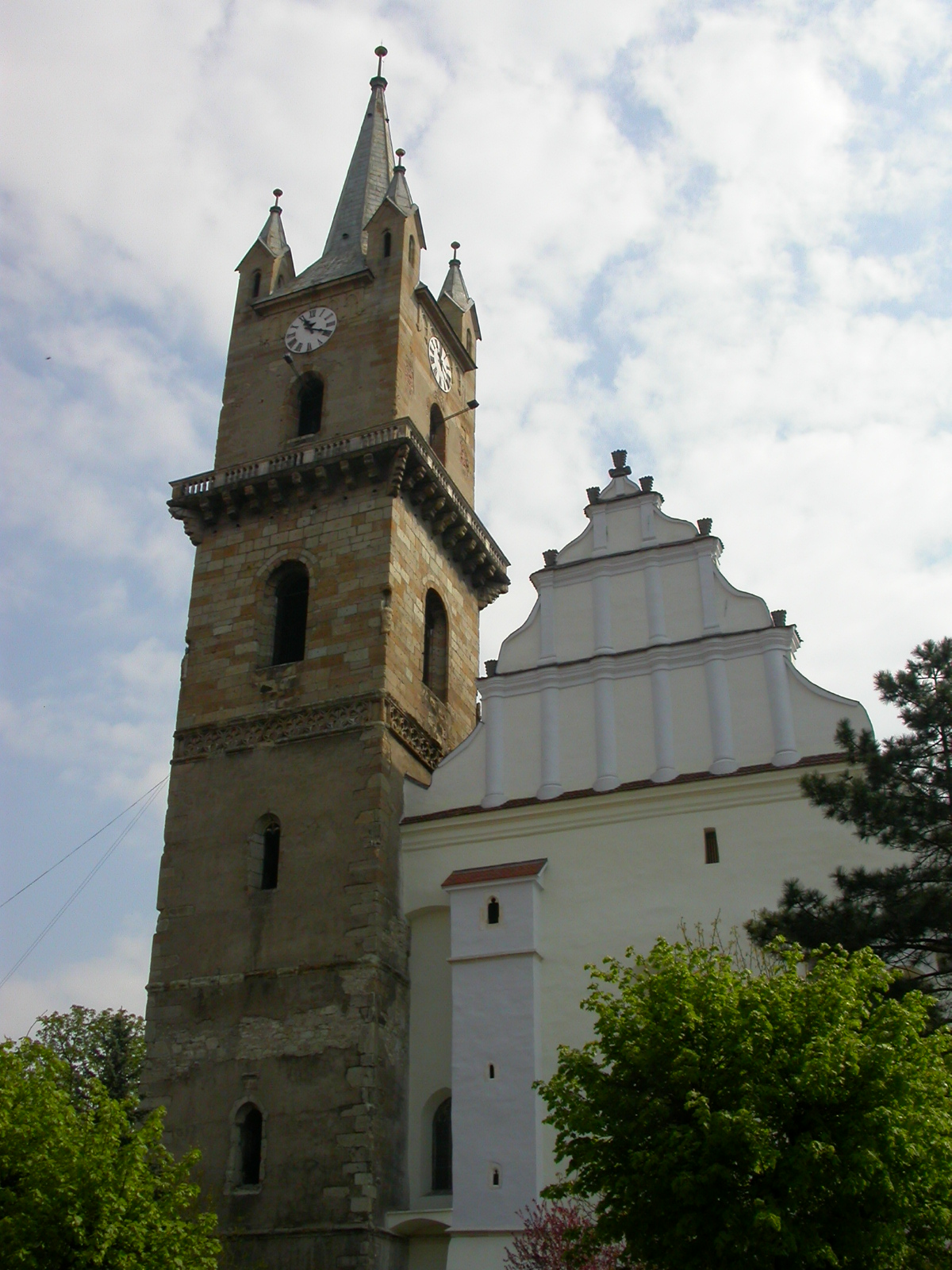
Fleșa Bisericii Evanghelice din Bistrița